# エアスップ県

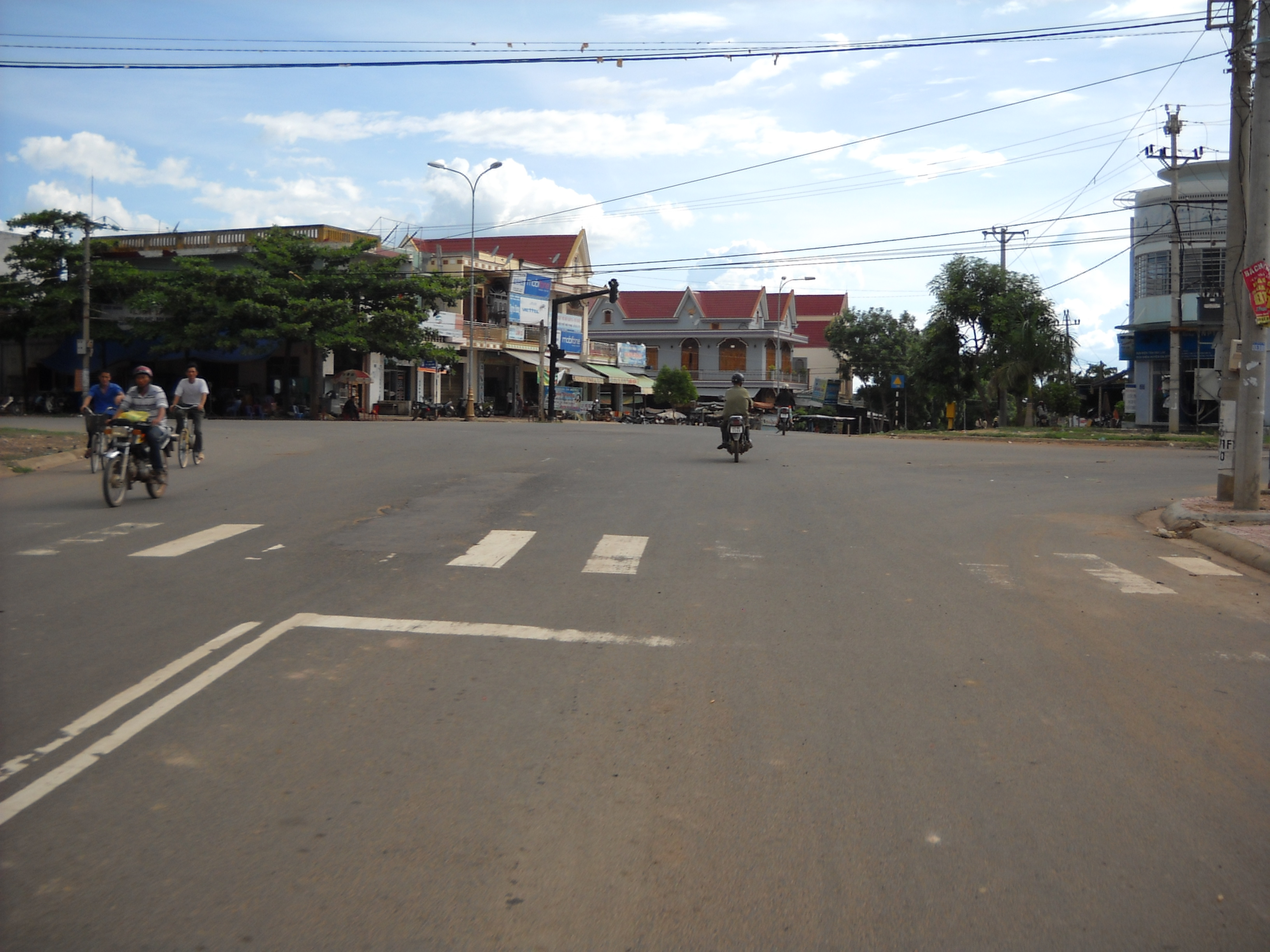
エアスップの通り

エアスップ県（エアスップけん、ベトナム語：Huyện Ea Súp?）は、ベトナム社会主義共和国ダクラク省の県。面積は1,765.43 km²、人口は67,120人（2018年）である。

## 行政区画
1市鎮9社から構成される。